# Hemixos
Hemixos é um género de ave passeriformes da família Pycnonotidae.

## Espécies
Este género contém as seguintes espécies:
- Hemixos flavala
- Hemixos cinereus
- Hemixos castanonotus